# Extreme Rules (2019)
 Extreme Rules foi um evento de luta livre profissional produzido pela WWE e transmitido em formato pay-per-view pelo WWE Network e contou com a participação dos lutadores das marcas Raw, SmackDown e 205 Live. Foi realizado em 14 de julho de 2019, no Wells Fargo Center, na Filadélfia, Pensilvânia. Foi o décimo primeiro evento da cronologia Extreme Rules.
O card conteve treze lutas, incluindo duas no pré-show. No evento principal, Brock Lesnar usou seu contrato do Money in the Bank em Seth Rollins para vencer o Campeonato Universal pela terceira vez, logo após Rollins e a Campeã Feminina do Raw Becky Lynch manterem seus respectivos títulos contra o Baron Corbin e Lacey Evans em uma luta de duplas mistas Last Chance Winners Take All Extreme Rules. Em outras lutas importantes, Kofi Kingston manteve o Campeonato da WWE contra Samoa Joe, AJ Styles derrotou Ricochet para ganhar o Ccampeonato dos Estados Unidos pela terceira vez, The New Day  (Big E e Xavier Woods) derrotaram Heavy Machinery (Otis e Tucker) e  Daniel Bryan e Rowan para vencerem o Campeonato de Duplas do SmackDown pela quarta vez, e The Undertaker e Roman Reigns derrotaram Shane McMahon e Drew McIntyre em uma luta de duplas No Holds Barred na luta de abertura.

## Produção

### Conceito
Extreme Rules é um evento anual em formato pay-per-view produzido pela WWE desde 2009. O conceito do show é que o evento apresente várias lutas que são disputadas sob regras hardcore e geralmente apresenta lutas Extreme Rules. A extinta promoção Extreme Championship Wrestling, que a WWE adquiriu em 2003, originalmente usava o termo "extreme rules" para descrever os regulamentos de todas as suas lutas; A WWE adotou o termo e, desde então, usou-o no lugar de "luta hardcore" ou "regras hardcore". O evento de 2019 foi o décimo primeiro evento sob a cronologia Extreme Rules e contou com lutadores das marcas Raw, SmackDown e 205 Live.

### Histórias
O show foi composto por treze lutas, incluindo duas no pré-show. As lutas resultaram de enredos roteirizados, em que os lutadores retratavam heróis, vilões ou personagens menos distintos em eventos roteirizados que geravam tensão e culminavam em uma luta ou série de lutas. Os resultados foram predeterminados pelos escritores da WWE nas marcas Raw, SmackDown e 205 Live, enquanto as histórias foram produzidas nos programas semanais de televisão da WWE, Monday Night Raw, SmackDown Live, e o  205 Live.
No Stomping Grounds, Becky Lynch manteve o Campeonato Feminino do Raw contra Lacey Evans, e mais tarde naquela noite, Seth Rollins defendeu o Campeonato Universal contra Baron Corbin com um árbitro convidado especial de escolha de Corbin. Corbin escolheu Evans, que mudou a luta em andamento para uma luta sem contagem, sem desqualificação e Evans eventualmente atacou Rollins, fazendo com que Lynch viesse em seu auxílio. Rollins posteriormente reteve seu título. Na noite seguinte no Raw, Corbin e Evans brigaram com Rollins e Lynch e os desafiaram para uma luta mista de duplas . Rollins e Lynch concordaram, contanto que isso significasse o fim de seuas respectivas rivalidades, enquanto Corbin e Evans insistiam que seus oponentes colocassem seus respectivos títulos em jogo. Como resultado, uma luta de duplas mistas sob a estipulação last chance winners take all valendo o Campeonato Universal e o Campeonato Femino do Raw foi agendada para Extreme Rules, com uma estipulação de regras extremas adicionada na semana seguinte.
No Super ShowDown, Shane McMahon derrotou Roman Reigns graças à interferência de Drew McIntyre. Isso levou a uma luta entre Reigns e McIntyre no Stomping Grounds que Reigns venceu, apesar das várias tentativas de Shane de distrair Reigns. No Raw seguinte, Shane e McIntyre dominaram Reigns em um luta handicap até que The Undertaker apareceu e atacou Shane e McIntyre. Uma luta de duplas com Reigns e Undertaker contra Shane e McIntyre foi agendada para o Extreme Rules, que foi transformada em uma luta No Holds Barred na semana seguinte.
No Raw de 24 de junho, depois que o campeão da WWE Kofi Kingston derrotou Kevin Owens e Sami Zayn em lutas individuais consecutivas (Kingston e Owens aparecendo pela regra do wild card), Kingston foi atacado aleatoriamente por Samoa Joe, que aplicou uma uranage em Kingston. Enquanto os árbitros cuidavam de Kingston, Joe voltou e aplicou o Coquina Clutch nele. Kingston foi posteriormente agendado para defender o Campeonato da WWE contra Joe no Extreme Rules. No SmackDown seguinte, Dolph Ziggler, que Kingston derrotou para reter o título no Stomping Grounds, enfrentou Kingston em uma luta de dua quedas na qual se Ziggler vencesse, ele teria sido adicionado à luta pelo título, no entanto, ele não teve sucesso.
No Stomping Grounds, Bayley manteve o Campeonato Feminino do SmackDown contra Alexa Bliss do. Nikki Cross, que estava no corner de Bliss, sentiu que foi sua culpa que Bliss perdeu ao tentar atacar Bayley durante a luta. No SmackDown seguinte, Cross derrotou Bayley, dando a Bliss uma revanche pelo título no Extreme Rules. No episódio de 8 de julho do Raw, Cross e  Bayley competiram em um desafio Beat the Clock, com o vencedor decidindo a estipulação da luta entre Bayley e Bliss. Cross venceu e decidiu que a luta  seria uma luta handicap com Cross fazendo parceria com Bliss contra Bayley.
No pré-show do Stomping Grounds, Drew Gulak derrotou o ex-campeão Tony Nese e Akira Tozawa em uma luta Triple Threat ao imobilizar Tozawa para ganhar o Campeonato dos Pesos Médios da WWE. No episódio seguinte do 205 Live, Nese derrotou Tozawa para ganhar uma revanche contra Gulak no pré-show do Extreme Rules.
No Stomping Grounds, Daniel Bryan e Rowan mantiveram o Campeonato de Duplas do SmackDown contra o Heavy Machinery ( Otis e Tucker ). No SmackDown seguinte, o The New Day (Big E e Xavier Woods) derrotaram Bryan e Rowan em uma luta em que os títulos não estavam em jogo, ganhando assim uma luta pelo título no Extreme Rules. Na semana seguinte, Heavy Machinery foi adicionado à luta pelo título depois de derrotar a equipe de Kevin Owens e Dolph Ziggler, transformando assim a luta pelo título em uma luta triple threat de duplas.
Desde que foi transferido para o SmackDown durante o WWE Superstar Shake-up 2019 em abril, Aleister Black começou a aparecer em promos nos bastidores em uma sala escura, à espera de um desafiante. No episódio de 25 de junho do SmackDown, houve uma batida na porta de Black, indicando que alguém havia aceitado seu desafio. Na semana seguinte, entretanto, Black afirmou que ninguém estava em sua porta quando ele atendeu e disse que estaria esperando por eles no Extreme Rules. No episódio de 9 de julho, Cesaro do Raw foi revelado como o desafiante misterioso.
Depois que Ricochet venceu o Campeonato dos Estados Unidos no Stomping Grounds, Luke Gallows, Karl Anderson e AJ Styles interromperam uma sessão de fotos, parabenizando o novo campeão. Na noite seguinte no Raw, Styles derrotou Ricochet em uma luta que não valia o título, e após a luta, Styles e Ricochet mostraram respeito mútuo um pelo outro. Em uma luta pelo título na semana seguinte, Ricochet reteve contra Styles. Após a luta, Gallows e Anderson tentaram entrar no ringue e provocaram Styles, que os segurou, apenas para atacar o próprio Ricochet, turnando heel. Gallows e Anderson também participaram do ataque, reunindo o The Club, e outra luta pelo título entre Ricochet e Styles foi marcada para o Extreme Rules.
No Super ShowDown, Braun Strowman derrotou Bobby Lashley. No Raw de 17 de junho, Strowman eliminou Lashley de uma luta fatal five-way de eliminação por uma oportunidade pelo Campeonato dos Estados Unidos; Lashley, por sua vez, ajudou na eliminação de Strowman. Na semana seguinte, Lashley atacou Strowman após perder um cabo de guerra . Uma partida de contagem de quedas em qualquer lugar no episódio de 1º de julho terminou sem competição depois que Strowman jogou Lashley através da parede de vídeo de LED da entrada e ambos foram levados para uma instalação médica local. Uma luta Last Man Standing entre os dois foi então marcada para o Extreme Rules.
No pré-show do Super ShowDown, The Usos (Jey Uso e Jimmy Uso) derrotaram The Revival ( Scott Dawson e Dash Wilder ). No episódio seguinte do Raw, The Revival derrotou os ex-campeões Curt Hawkins e Zack Ryder e The Usos para vencerem o Campeonato de Duplas do Raw. Depois de mais rixas em episódios subsequentes, The Revival foi escalado para defender o título contra The Usos no Extreme Rules.

## Evento
| Função:                   | Nome:                              |
| ------------------------- | ---------------------------------- |
| Comentaristas em inglês   | Michael Cole (Raw)                 |
| Comentaristas em inglês   | Corey Graves (Raw/SmackDown)       |
| Comentaristas em inglês   | Renee Young (Raw)                  |
| Comentaristas em inglês   | Tom Phillips (SmackDown)           |
| Comentaristas em inglês   | Byron Saxton (SmackDown)           |
| Comentaristas em inglês   | Vic Joseph (205 Live)              |
| Comentaristas em inglês   | Nigel McGuinness (205 Live)        |
| Comentaristas em inglês   | Inglês Aiden (205 Live)            |
| Comentaristas em espanhol | Carlos Cabrera                     |
| Comentaristas em espanhol | Marcelo Rodríguez                  |
| Comentaristas em alemão   | Carsten Schaefer                   |
| Comentaristas em alemão   | Tim Haber                          |
| Comentaristas em alemão   | Calvin Knie                        |
| Anunciadores de ringue    | Greg Hamilton (SmackDown/205 Live) |
| Anunciadores de ringue    | Mike Rome (Raw)                    |
| Árbitros                  | Danilo Anfibio                     |
| Árbitros                  | Mike Chioda                        |
| Árbitros                  | John Cone                          |
| Árbitros                  | Dan Engler                         |
| Árbitros                  | Darrick Moore                      |
| Árbitros                  | Charles Robinson                   |
| Árbitros                  | Drake Wuertz                       |
| Entrevistadores           | Charly Caruso                      |
| Entrevistadores           | Kayla Braxton                      |
| Entrevistadores           | Sarah Schreiber                    |
| Painel do pré-show        | Jonathan Coachman                  |
| Painel do pré-show        | Charly Caruso                      |
| Painel do pré-show        | Sam Roberts                        |
| Painel do pré-show        | Beth Phoenix                       |

### Pré-show
Duas lutas foram disputadas no pré-show do Extreme Rules. Na primeira luta,  Finn Bálor defendeu o Campeonato Intercontinental contra o Shinsuke Nakamura . No final, Bálor errou um Coup de Grace, que permitiu a Nakamura realizar um Kinshasa em Bálor para ganhar o título.
Na segunda e última luta do pré-show, Drew Gulak defendeu o Campeonato dos Pesos Médios da WWE contra Tony Nese. Gulak executou um Neckbraker argentino em Nese para reter o título.

### Lutas preliminares
O pay-per-view começou com The Undertaker e Roman Reigns enfrentando Shane McMahon e Drew McIntyre em uma luta de duplas No Holds Barred. No meio da luta, enquanto Undertaker tentava um Last Ride em Shane, Elias interveio e atacou Undertaker. Reigns tentou afastar Elias, mas McIntyre executou um Claymore Kick em Reigns e Undertaker. Shane então foi para a corda superior e executou um Diving Elbow Drop em Undertaker através da mesa dos comentaristas. De volta ao ringue, com uma lata de lixo posicionada em Undertaker, Shane executou um Coast-to-Coast, no entanto, antes que Shane pudesse imobilizar Undertaker, o último realizou seu sit-up característico. Undertaker executou Chokeslams em Shane e Elias. Enquanto McIntyre tentava realizar outra Claymore em Undertaker, Reigns o interceptou com um spear . No final, Reigns jogou Shane em Undertaker, que executou um " Tombstone Piledriver " em Shane para vencer a luta. Posteriormente, The Undertaker acenou com a cabeça para aprovar Reigns e disse-lhe “é o seu quintal”.
Em seguida, The Revival (Scott Dawson e Dash Wilder) defenderam o Campeonato de Duplas do Raw contra The Usos (Jey Uso e Jimmy Uso). No final, The Revival executou o Shatter Machine em Jimmy para reter o título.
Depois disso, Aleister Black do SmackDown enfrentou Cesaro do Raw. No final, quando Cesaro foi para um Neutralizer, Black contra-atacou e executou um Black Mass para vencer a luta.
Na quarta luta, Bayley defendeu o Campeonato Feminino do SmackDown em uma luta handicap contra Alexa Bliss e Nikki Cross do Raw. No final, Bayley reverteu um 'Twisted Bliss levantando os joelhos e realizou um Diving Elbow Drop em Cross para reter o título.
Na luta seguinte, Bobby Lashley enfrentou Braun Strowman em uma luta Last Man Standing. No final, Strowman deu um powerlam em Lashley de uma plataforma elevada. Strowman se levantou, mas Lashley não conseguiu levantar fazendo a contagem chegar em dez, portanto Strowman venceu a luta.
Depois disso, Daniel Bryan e Rowan defenderam o Campeonato de Duplas do SmackDown contra Big E e Xavier Woods do The New Day, e Heavy Machinery (Otis e Tucker) em uma luta triple threat de duplas. O final veio quando Bryan tentou um backflip para evitar um ataque de Big E no canto, que pegou Bryan e acionou Woods para realizar um Midnight Hour para ganhar o título pela quarta vez.
Em seguida, Ricochet defendeu o Campeonato dos Estados Unidos contra AJ Styles do The Club (acompanhado pelos companheiros Luke Gallows e Karl Anderson). Antes do início da luta, Ricochet foi atacado pelo The Club. Durante a luta, Ricochet executou um Lionsault em Styles para um nearfall. Styles fez um brainbuster em Ricochet mas foi insuficiente para vencer. Ricochet realizou um Shooting Star Press em Styles e enquanto Ricochet tentava uma imobilização em Styles, Gallows notificou o árbitro que a perna de Styles estava debaixo da corda, anulando a imobilização. No final, Anderson tentou distrair Ricochet. Com o árbitro distraído por Anderson, Gallows atacou Ricochet e Styles realizou o Styles Clash em Ricochet da corda do meio para ganhar o título pela terceira vez.
Kevin Owens então enfrentou Dolph Ziggler em uma luta não anunciada. Assim que a luta começou, Owens executou um Stunner em Ziggler para vencer a luta em cerca de dezessete segundos.
Na penúltima luta, Kofi Kingston defendeu o Campeonato da WWE contra Samoa Joe. Durante a luta, Joe esmagou a mão de Kingston entre os degraus de aço. Joe executou um snap Powerslam tentando uma contagem. Kingston executou o SOS mas não conseguiu a contagem. No final, Kingston executou o " Trouble in Paradise " para reter o título.

### Evento principal
O evento principal foi a luta de duplas mistas Last Chance Winners Take All Extreme Rules, na qual Seth Rollins e Becky Lynch defenderam o Campeonato Universal e o Campeonato Feminino do Raw contra Baron Corbin e Lacey Evans. Corbin executou um DDT em Rollins em uma cadeira de aço para tentar a vitória. Evans executou um Moonsault em Lynch para também tentar vencer. Enquanto Rollins e Lynch estavam montando mesas fora do ringue, Corbin e Evans os atacaram com bastões de kendo e executaram chokeslams simultâneos. Fora do ringue, Lynch e Rollins posicionaram Corbin e Evans nas mesas montadas anteriormente. Lynch executou um Leg Drop em Evans enquanto Rollins executou um Frog Splash em Corbin. De volta ao ringue, Corbin aplicou um End of Days em Lynch. Um irado Rollins então atacou furiosamente Corbin com um bastão de kendô e uma cadeira de aço, seguido por três Stomps para manter seus respectivos títulos. Após a luta, Brock Lesnar (acompanhado por Paul Heyman ) apareceu e usou seu contrato do Money in the Bank no que se tornaria a primeira tentativa bem-sucedida pelo Campeonato Universal. Lesnar executou dois suplex alemães e o "F-5" em Rollins para ganhar o título pela terceira vez.

## Depois do evento
Na noite seguinte no Raw, uma Battle Royal entre 10 lutadores foi disputada para determinar o candidato número um ao Campeonato Universal. Seth Rollins venceu a luta eliminando Randy Orton para enfrentar Brock Lesnar em uma revanche pelo título no SummerSlam .
Após o Extreme Rules, o The Club (AJ Styles, Luke Gallows e Karl Anderson) foram renomeados para "The OC" (Clube Original), e Ricochet venceu uma luta gauntlet no Raw de 29 de julho para ganhar uma revanche contra Styles pelo Campeonato dos Estados Unidos no SummerSlam.
Os Usos tiveram outra oportunidade pelo Campeonato de Duplas do Raw contra o The Revival no episódio de 29 de julho do Raw, mas em uma luta Triple Threat que também envolveu Luke Gallows e Karl Anderson, que venceram e se tornaram os novos campeões.

## Resultados
| Nº                                          | Resultados                                                                                               | Estipulações | Tempo |
| ------------------------------------------- | --- | --- | ----- |
| Pré- show                                   | Shinsuke Nakamura derrotou Finn Bálor (c)                                                                | Luta individual pelo Campeonato Intercontinental                                                                             | 7:40  |
| Pré- show                                   | Drew Gulak (c) derrotou Tony Nese                                                                        | Luta individual pelo Campeonato dos Pesos Médios da WWE                                                                      | 7:25  |
| 1                                           | The Undertaker e Roman Reigns derrotaram Shane McMahon e Drew McIntyre                                   | Luta de duplas No Holds Barred                                                                                               | 17:00 |
| 2                                           | The Revival (Scott Dawson e Dash Wilder) (c) derrotaram The Usos (Jey Uso e Jimmy Uso)                   | Luta de duplas pelo Campeonato de Duplas do Raw                                                                              | 12:35 |
| 3                                           | Aleister Black derrotou Cesaro                                                                           | Luta individual | 9:45  |
| 4                                           | Bayley (c) derrotou Nikki Cross e Alexa Bliss                                                            | Luta handicap pelo Campeonato Feminino do SmackDown                                                                          | 10:30 |
| 5                                           | Braun Strowman derrotou Bobby Lashley                                                                    | Luta Last Man Standing | 17:30 |
| 6                                           | The New Day (Big E e Xavier Woods) derrotaram Daniel Bryan e Rowan (c) e Heavy Machinery (Otis e Tucker) | Luta triple threat de duplas pelo Campeonato de Duplas do SmackDown                                                          | 14:00 |
| 7                                           | AJ Styles (com Luke Gallows e Karl Anderson) derrotou Ricochet (c)                                       | Luta individual pelo Campeonato dos Estados Unidos                                                                           | 16:30 |
| 8                                           | Kevin Owens derrotou Dolph Ziggler                                                                       | Luta individual | 0:17  |
| 9                                           | Kofi Kingston (c) derrotou Samoa Joe                                                                     | Luta individual pelo Campeonato da WWE                                                                                       | 9:45  |
| 10                                          | Seth Rollins (c) e Becky Lynch (c) derrotaram Baron Corbin e Lacey Evans                                 | Luta Extreme Rules de duplas mistas Last Chance Winners Take All pelo Campeonato Universal e pelo Campeonato Feminino do Raw | 19:55 |
| 11                                          | Brock Lesnar (com Paul Heyman) derrotou Seth Rollins (c)                                                 | Luta individual pelo Campeonato Universal Brock Lesnar usou seu contrato do Money in the Bank                                | 0:17  |
| (c) – Refere-se aos campeões antes da luta. | | |       |